# Kulturlandschaft Grand Pré
Die Kulturlandschaft von Grand Pré liegt am Südufer des Minas-Beckens, etwa 85 Kilometer nordwestlich von Halifax, in der kanadischen Provinz Nova Scotia und umfasst etwa 1320 ha, zuzüglich Pufferfläche, im östlichen Kings County. Sie wird im Osten und Süden vom Gaspereau River sowie im Westen vom Cornwallis River begrenzt. Ihr Zentrum liegt bei der Ansiedlung Grand-Pré, welche namensgebend für diese Kulturlandschaft ist.
Die Kulturlandschaft zeigt die Entwicklung der Landwirtschaft sowie der zu ihrem Schutz angelegten Deiche und Schleusensysteme beginnend durch die Akadier im 17. Jahrhundert. Zum Schutz des niedrig gelegenen Sumpfes vor den Gezeiten des salzhaltigen Meerwassers der Bay of Fundy nutzten die französischen Siedler die traditionellen Deichbautechniken ihrer Heimat. Sie ist damit ein außergewöhnliches Zeugnis einer landwirtschaftlichen Lebensweise in einer Küstenregion mit einer der höchsten Gezeiten der Welt. Der Tidenhub im Minas-Becken bei Hantsport beträgt etwa 10 bis 15 Meter. In dem Marschland betrieben sie eine Polderwirtschaft und gewannen dem Meer fruchtbare Kleieböden ab. Das Land eingedeichte Land ist durchzogen mit Entwässerungsgräben. Damit das Wasser dieser Gräben abfließen kann, sind in den Deichen sogenannte „aboiteaux“ verbaut worden. Dabei handelt es sich um hölzerne Rückschlagventile unter den Dämmen, welche bei Ebbe aufschwingt und bei Flut zuklappen.
Gleichzeitig ist sie auch ein Denkmal für die Akadier und ihre Lebensweise sowie deren ab 1755 erfolgende Deportation (Le Grand Dérangement). Bis zu diesem Zeitpunkt war das Gebiet der Mittelpunkt von Les Mines, einem der akadischen Siedlungsgebiete. Mit der Deportation der Akadier befasst sich auch das Gedicht Evangeline von Henry Wadsworth Longfellow.
Im Jahr 2012 wurde die Stätte von der UNESCO zum Weltkulturerbe erklärt.
Bevor die Landschaft zum Weltkulturerbe wurde, wurden bereits 1982 Teile zur National Historic Site of Canada, der Grand-Pré National Historic Site of Canada, erklärt.